# Toso
Pour les articles homonymes, voir Toso.

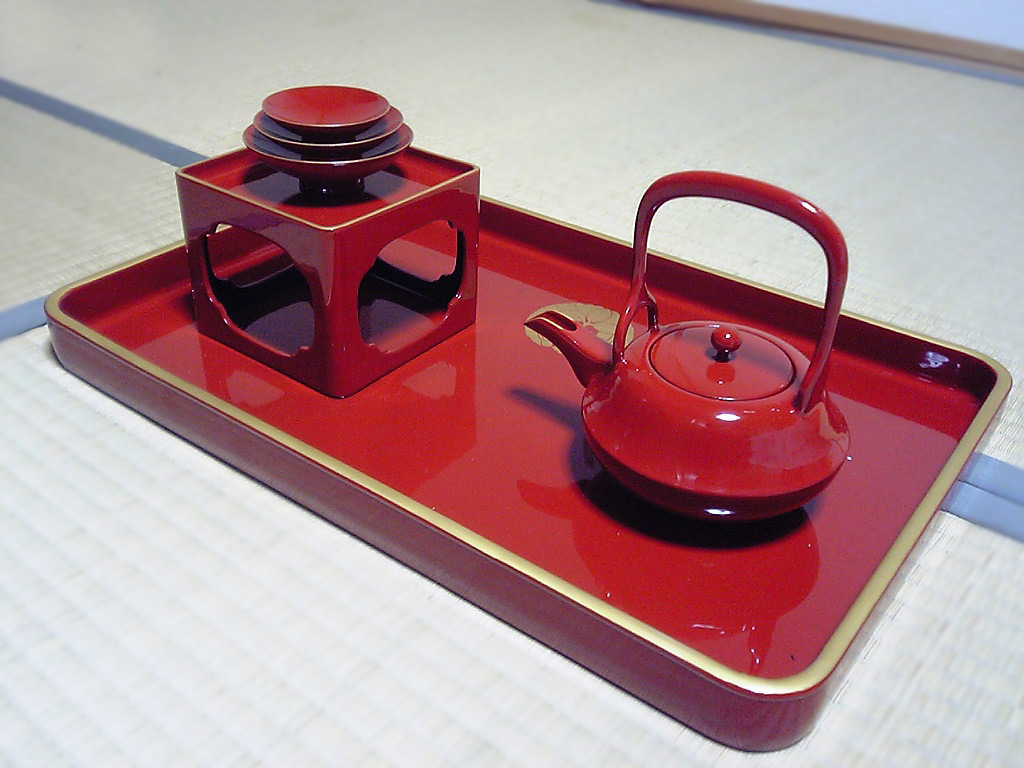
O-toso et trois sakazuki (coupes laquées vermillon).

Le toso (屠蘇), ou o-toso avec une marque de politesse, est le saké médicinal bu à l'occasion du Nouvel An au Japon.

## Tradition et histoire

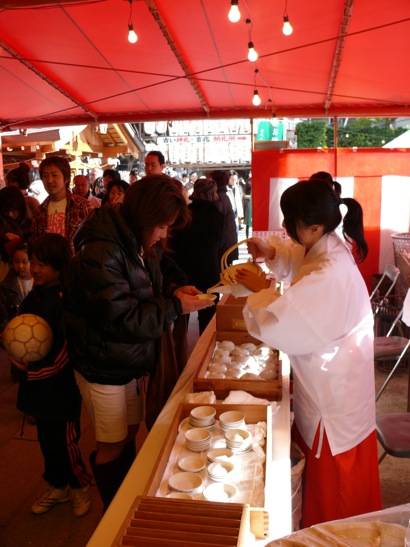
Le toso peut être servi dans les sanctuaires lors du Nouvel An, pour la première visite de l'année (hatsumōde).

Le toso est traditionnellement bu pour chasser les maladies de l'année précédente et garantir une longue vie. Selon un ancien dicton, « si une personne en boit, sa famille ne tombera pas malade, et si toute la famille en boit, personne dans le village ne tombera malade ». Le toso est un élément clé de l'osechi, le repas traditionnel du Nouvel An japonais.
Le mot toso s'écrit avec deux kanji : 蘇 qui représente les mauvais esprits, et 屠 qui signifie tuer : c'est donc littéralement une boisson destinée à tuer les mauvais esprits.
Le toso se prépare avec un mélange d'épices et d'herbes nommé tososan (屠蘇散), qui est ensuite dilué dans du saké ou du mirin.
Il se boit dans trois coupes laquées de différentes tailles nommées sakazuki (盃), utilisées en commençant par la plus petite, et passées entre membres de la famille ou entre invités, chaque personne buvant une gorgée. Le rituel exact varie selon la région, mais dans les grandes occasions, on commence par le plus jeune et on termine par le plus âgé. Cette tradition vient de Chine, ou la personne la plus jeune doit goûter la première au cas où la boisson contiendrait des toxines. Cependant, au Japon, au début de l'ère Meiji ou de l'ère Shōwa, la tradition a changé et c'est souvent le chef de famille qui boit en premier. La première coupe contient le toso fabriqué avec le tososan, tandis que les autres sont faites avec d'autres mélanges nommés byakusan et toshōsan.
La tradition du toso est apparue en Chine pendant la dynastie Tang, et a été importée au Japon pendant l'époque Heian et adoptée par les aristocrates japonais. La coutume s'est ensuite répandue dans le peuple, et les médecins donnaient souvent du tososan à leurs patients. De nos jours, certaines pharmacies suivent toujours la coutume et donnent du tososan en cadeau à leurs clients à la fin de l'année.
Cette coutume est désormais limitée au Kansai et à l'ouest du Japon. Dans d'autres régions, on boit toujours l'o-toso au Nouvel An, mais il s'agit en fait de saké pur, sans tososan.

## Ingrédients

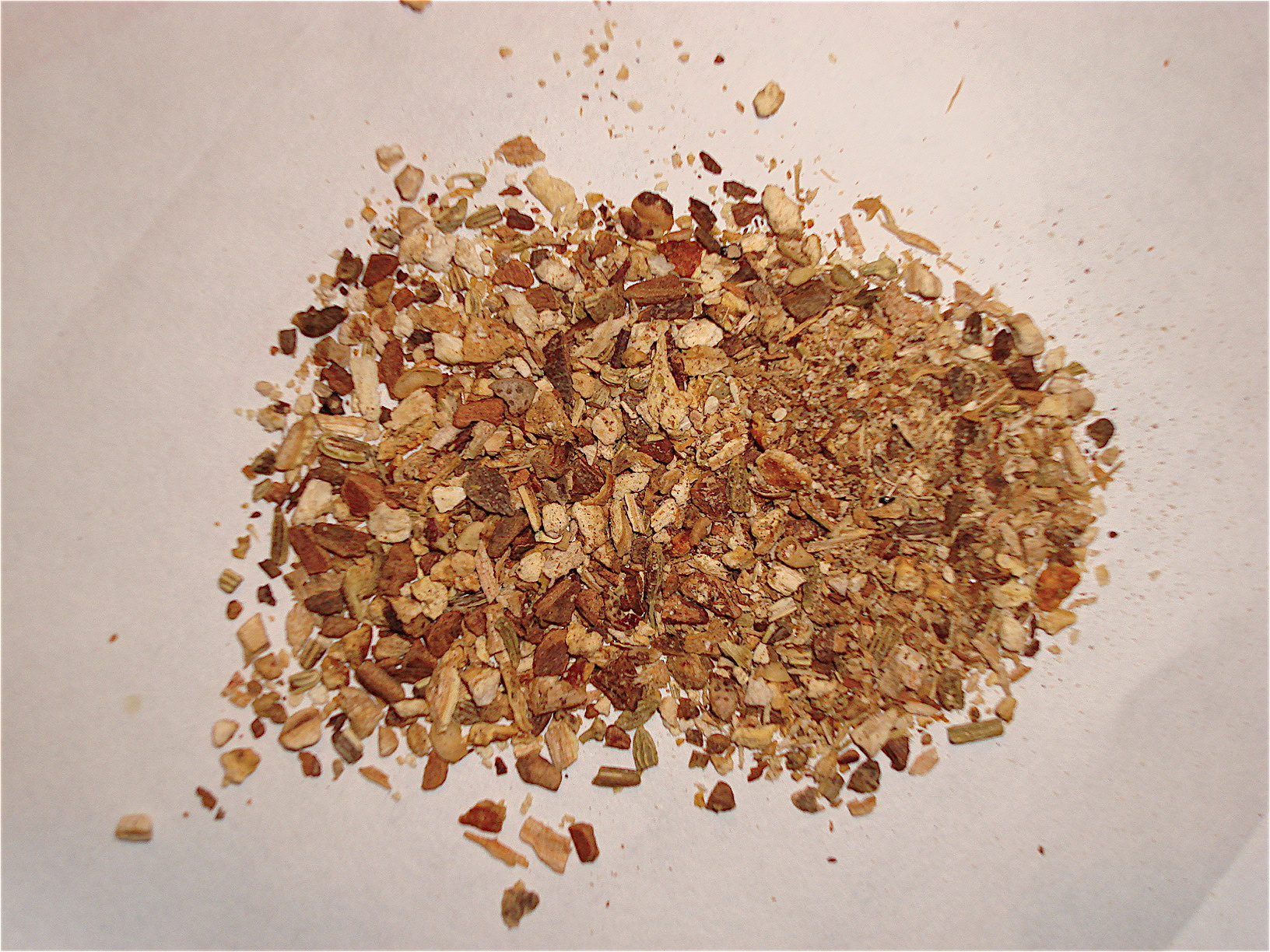
Tososan utilisé pour préparer le toso.

La recette originale du tososan est attribuée au médecin chinois Hua Tuo, pendant la période des Trois Royaumes de Chine.
Les ingrédients ont changé au fil du temps, certains ingrédients d'origine chinoise étant considérés à un moment ou un autre comme trop actifs pour être consommés en-dehors d'un usage médical. De nos jours le tososan est typiquement composé de poivre du Sichuan, d'asiasari radix, d'apiacées, de cannelle, de gingembre séché, d'atractylodes japonaises, de platycodon et de rhubarbe, entre autres ingrédients.